# Veckning

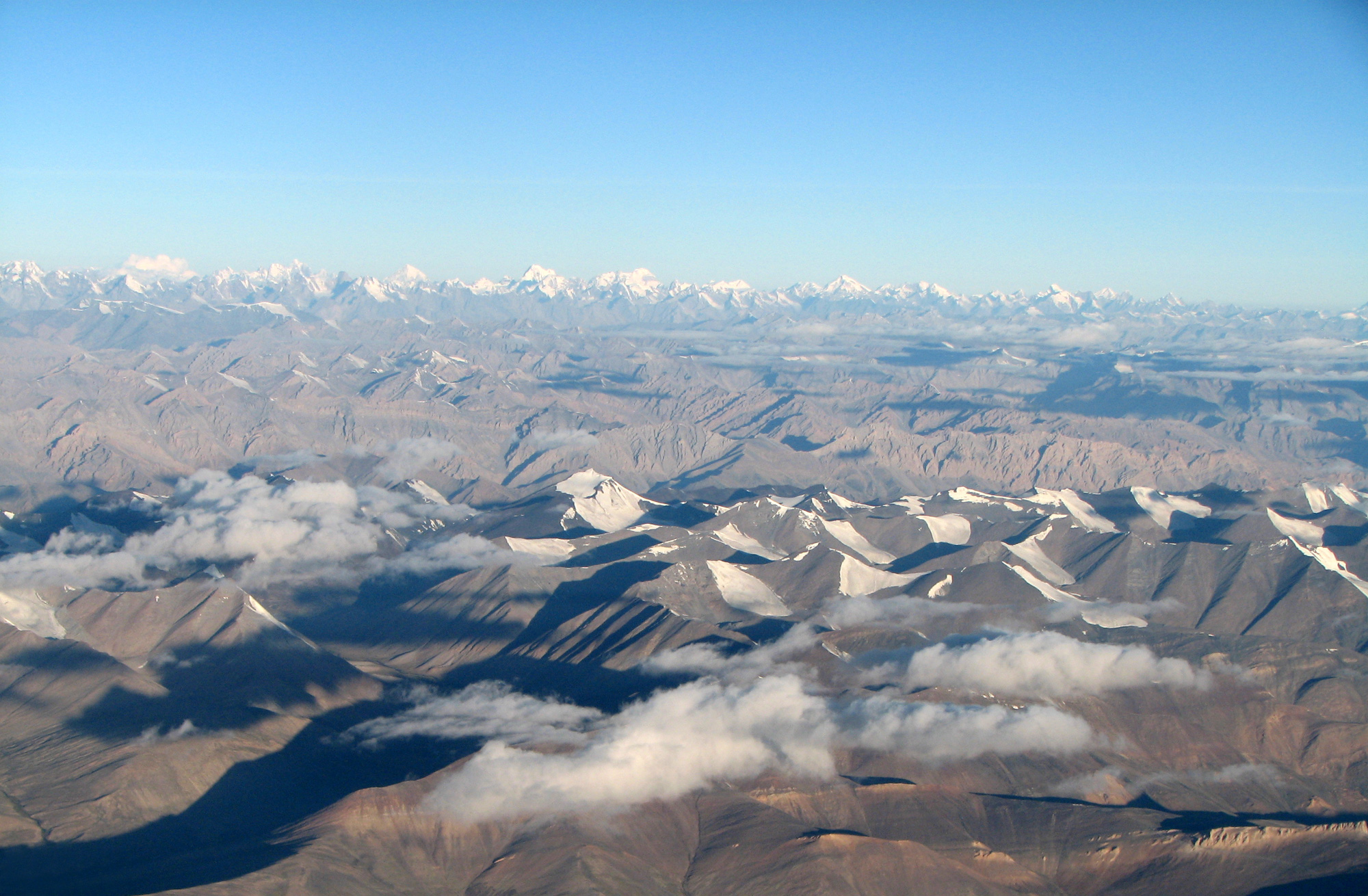
Himalaya är resultatet av en veckning.

Veckning är en endogen kraft, alltså en kraft som förändrar jordytan genom att ett från början plant lager böjs och får sin form permanent förändrad (skapar en flexur). Veckning sker när två litosfärplattor kolliderar med varandra, och material kan då lyftas tusentals meter upp. Många bergskedjor är skapade genom veckning. Himalaya skapats när den Indiska kontinentalplattan började kollidera med den Eurasiska kontinentalplattan för cirka 50 miljoner år sedan, en process som fortfarande pågår. Alperna har tillkommit på ett liknande sätt. Skanderna är resultat av en äldre veckning. 
Vid en veckning kan avlagringar av havssediment som från början låg mellan plattorna skrynklas ihop och lyfts upp på höjden, varför man i veckade bergskedjor ibland kan hitta fossil efter havsdjur flera tusen meter upp i bergen.

## Veck

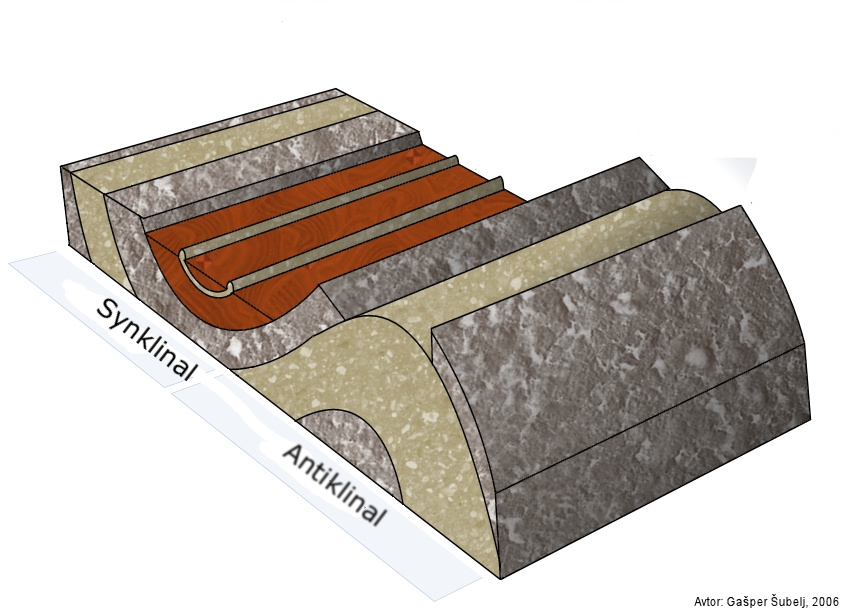
Bilden visar synklin (tråg) och antiklin (topp). Bilden visar också effekten av erosion.

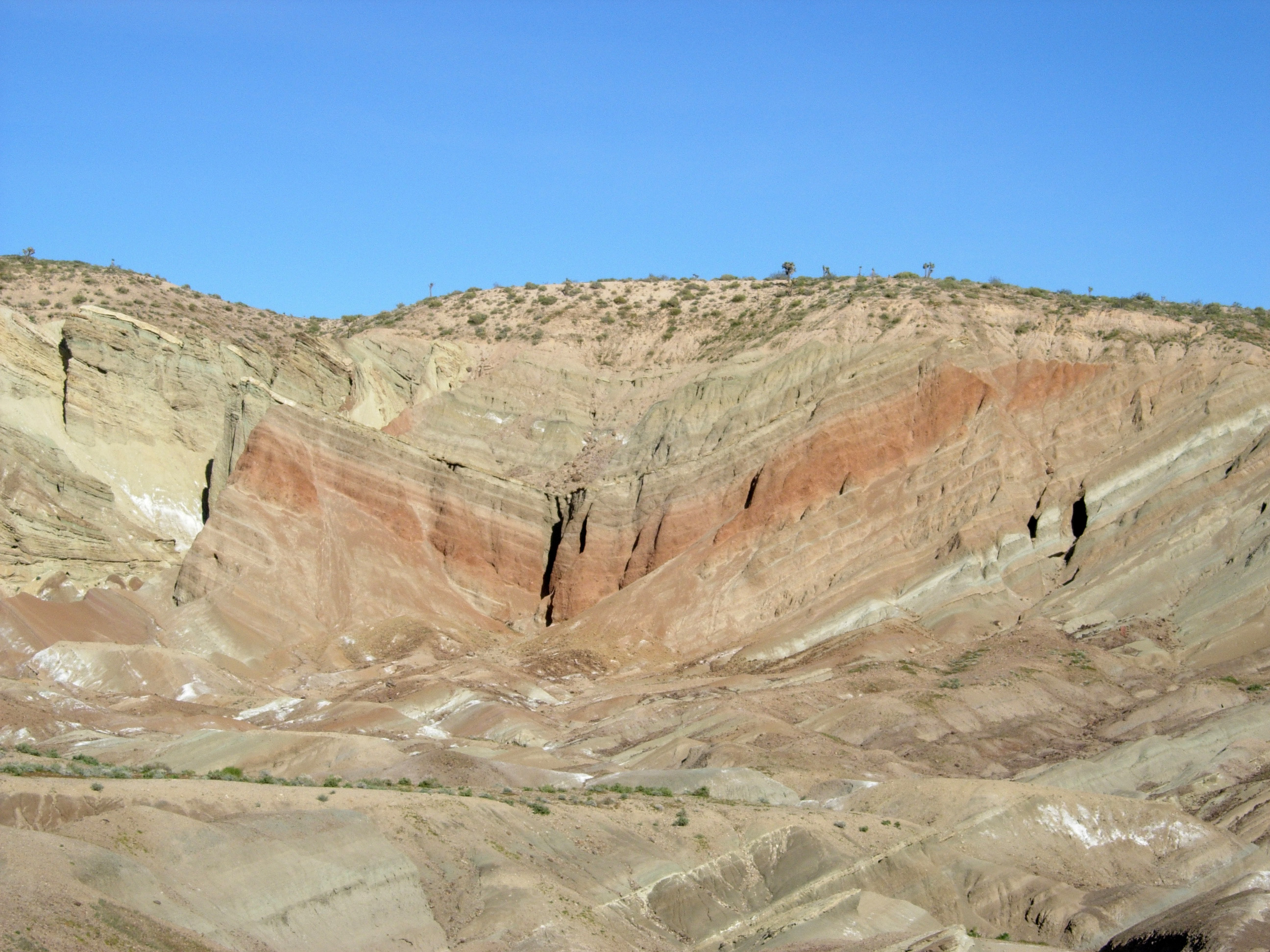
Rainbow Basin Syncline, känd formation vid Rainbow Basin i Mojaveöknen i Kalifornien.

Ett veck består av två veckben och en veckomböjning. Hur vecket ser ut beror på materialegenskaper och de spänningar som orsakade veckningen. Vissa veck ser ut ungefär som en sinuskurva. Chevronveck och kinkveck har raka veckben och en skarp omböjning.
Veck kan klassificeras efter sin form. Beroende på vinkeln mellan veckbenen kallas veck för isoklinalveck (0°-10°), tighta veck (10°-60°), öppna veck (60°-120°) och gently (120°-180°)[källa behövs]. Ett veck där veckbenen sluttar ut från veckomböjningen kallas antiformt. Motsatsen synformt veck är när veckbenen sluttar in mot veckomböjningen. I en serie med veck i en följd är vartannat veck synformt och vartannat antiformt. 
Termerna synklin och antiklin säger något om åldersrelationen i stratigrafin. I en synklin är de yngre sedimenten på den konkava sidan av vecket. I en antiklin är de yngre sedimenten på den konvexa sidan.